# Filmlets
『Filmlets』は日本のインストゥルメンタル・ロックバンド、LITEの1枚目のアルバムである。
エレクトロニカやブレイクビーツを生楽器で表現しているかのような、ストイックかつミニマルなリズム、卓越したテクニックから奏でられたサウンドが特徴的。
「Filmlets」＝短編映画集と題されたとおり、1曲1曲がオリジナルな世界を全面に打ち出した、バラエティ富かな楽曲で構成されている。臨場感にもこだわり一発録りかつ、セルフプロデュースの作品となっている。
また2018年、生産中止となっていた今作を、自主レーベル〈I Want The Moon〉より2枚組CD『filmlets (Deluxe Edition)』と12インチのアナログ盤として再リリース。

## 収録曲
1. I walk
2. contemporary disease
3. human gift
4. Re
5. dead leaf
6. on a gloomy evening
7. parallea
8. spiral gate
9. ....still,itis quite around here
10. recollecton